# Taylor Head Provincial Park
Taylor Head Provincial Park är en park i Kanada.   Den ligger i provinsen Nova Scotia, i den östra delen av landet, 1 000 km öster om huvudstaden Ottawa. Taylor Head Provincial Park ligger 15 meter över havet.
Terrängen runt Taylor Head Provincial Park är platt. Havet är nära Taylor Head Provincial Park åt sydost. Trakten är glest befolkad. 